# Азартні ігри в Мічигані
Легальні форми азартних ігор в американському штаті Мічиган включають картярські зали, індіанські казино, лотерею штату, тоталізатори зі ставками на перегони та благодійні ігри.

## Історія
Історія азартних ігор штату починається з 1933 року, коли місцеві законодавці легалізували ставки на перегони. У сучасному Мічигані працюють 26 казино, що мають понад 30 тис. ігрових автоматів. 1999 року було прийнято Перший пакет правил штату «SB 0562», який визнавав незаконною будь-яку участь в азартних іграх онлайн у межах штату. Закон було скасовано 2000 року, коли місцеві законодавці прийняли закон № 185.
Податки з азартних ігор штату часто використовуються для фінансування освіти або державних послуг. Всі заклади гральної сфери штату належать місцевим корінним американцям. Одним із винятків є казино Little River Band, що належить також індіанцям, але з Оттави. Заклад відкрито на колишньому іподромі в Грейт-Лейкс-Даунс. Закони штату дозволяють робити ставки на перегони на ліцензованих іподромах, а також проводити азартні ігри на землях корінних американців. Бінго, незначні ставки на боулінг-лігах та інші надзвичайно незначні види азартних ігор також дозволені. Найпопулярніша азартна гра в штаті — це лотереї, їх тут було легалізовано 1972 року. Мічиган зробив це одним із перших у США.
У 1980-х місцеві племена корінних американців об'єдналися для спільного регулювання ринку племінних та комерційних казино, згодом азартні ігри в наземних казино стали приносити державі майже стільки ж прибутків, скільки й державна лотерея. Нові казино будуються в Детройті та поблизу міста Лансінг. При цьому в штаті незаконним є проведення приватної гри в покер з грошовими ставками вдома.
1999 року Мічиган прийняв законопроєкт Сенату № 562, що забороняв азартні ігри в інтернеті. 2020 року в штаті було легалізовано онлайн-казино та онлайн-слоти. Закони штату дозволяють робити ставки на кінні перегони на ліцензованих трасах, а також в наземних казино. В штаті також дозволені бінго, деякі види ставок на боулінг тощо.
Продаж лотерей у штаті та місцеві джекпоти є одними з найвищих у США. Мінімально дозволеним віком для участі в азартних іграх є 18 років. Станом на 2021 рік у штаті діяло 13 казино. Наглядом за сферою розваг і казино в штаті займається Ігрова комісія штату Мічиган. Щорічні прибутки галузі оцінюються в 1,1 млрд $, а податкові надходження до бюджету — 180 млн $.
2020 року в штаті прийнято закон, згідно з яким гравці, що раніше включили себе до довічного списку заборони на участь в азартних іграх у казино Детройта, зможуть видаляти себе зі списку. Подати заявку можна лише після п'яти років з моменту додавання у нього. Така можливість з'явилася вперше за весь час існування цього списку з 2001 року, за цей час у список було включено 4825 гравців.
2020 року в Мічигані затверджено нові правила щодо фентезі-спорту, мобільних онлайн-казино та ставок. Зокрема, було скасовано 15-денний період очікування для затвердження запропонованих положень у штаті.
У січні 2021 року штат Мічиган схвалив онлайнові азартні ігри, 9 гральних операторів штату отримали дозволи регулятора на проведення такого типу ігор. Річард Калм, виконавчий директор Ради з контролю за гемблінгом штату, назвав 22 січня початком нової ери для гральної індустрії штату. Наприкінці січня в штаті було дозволено проводити ігри в онлайн-покер і рулетку. Відповідний закон нещодавно підписала губернатор штату Ґретхен Вітмер.